# 戴维斯陨击坑
戴维斯陨击坑(Davies)是火星阿拉伯高地附近阿西达里亚平原边缘的一座撞击坑，中心坐标位于北纬45.96度、西经0.09度处，直径48.06公里，其名称取自美国著名美国太空计划先驱默顿·爱德华·戴维斯（1917年-2001年），2006年，被国际天文联合会正式批准接受。
默顿·戴维斯工作于美国兰德公司，是一名行星地图测绘专家，他与同事热拉尔·佛科留斯和哈罗德·马瑟斯基一起协助美国宇航局绘制了火星地图，并将火星的本初子午线定义为穿过陨石坑艾里-0的经线。戴维斯陨石坑位于本初子午线上，由于这条经线是戴维斯负责所划定，所以该陨坑被以他的名字命名。

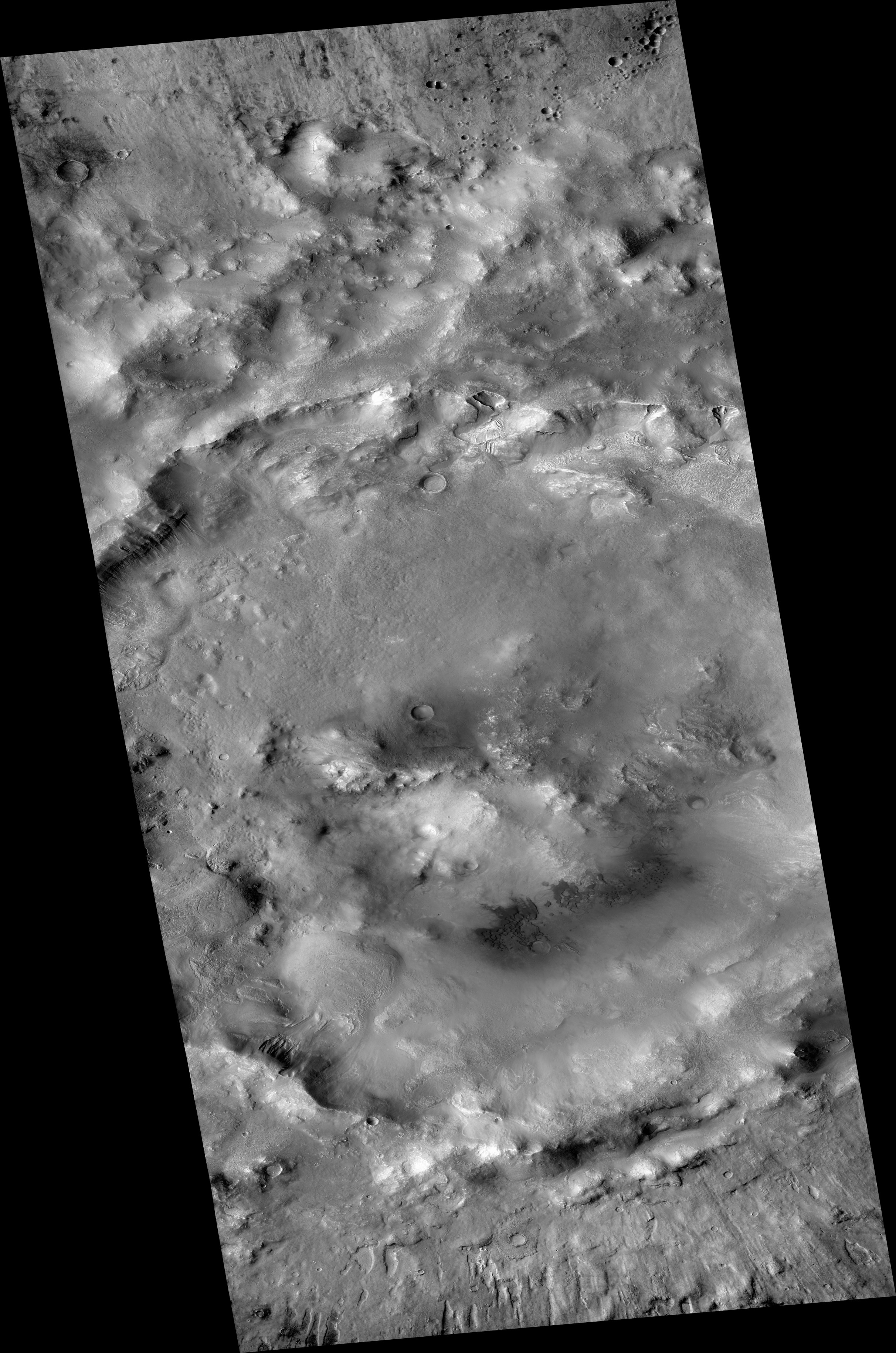
火星勘测轨道飞行器背景相机拍摄的戴维斯陨击坑。

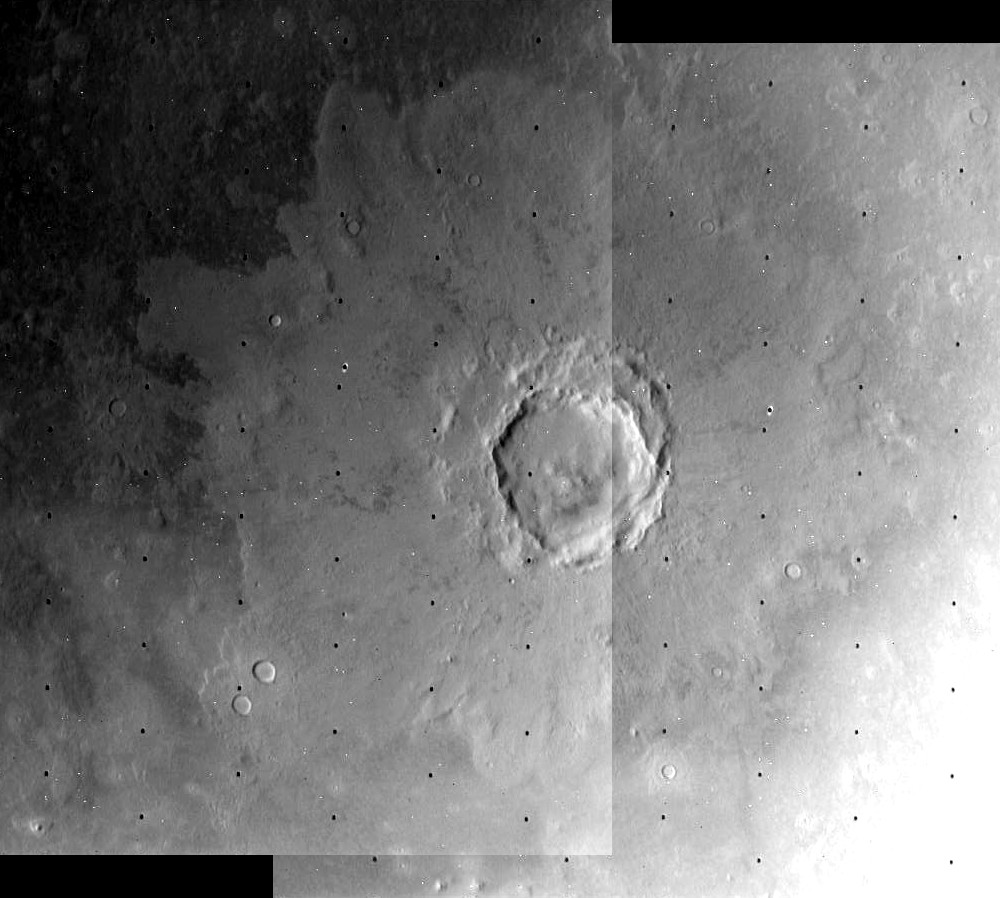
海盗2号轨道器 显示的陨击坑及大范围喷射物拼接图。